# Província de Khövsgöl
Khövsgöl (en mongol: Хөвсгөл), rep el nom del llac Khövsgöl, és una de les 21 províncies (aimags) de Mongòlia. La seva capital és la ciutat de Mörön. Ocupa una superfície de 100.628 km² i té una població (2009) de 125.274 habitants. Aquest aimag és força muntanyós amb les Muntanyes Khangai i les Muntanyes Khoridol Saridag, el centre i l'est són menys muntanyosos però són aturonats. Les majors zones forestals de Mongòlia es troben a aquesta província.

## Minories ètniques
Dins la regió hi viuen moltes ètnies diferents: Darkhad, Khotgoid, Uriankhai, Buriad, i Tsaatan.
| Minories ètniques a Khövsgöl (autoidentificades), cens del 2000 | Minories ètniques a Khövsgöl (autoidentificades), cens del 2000 | Minories ètniques a Khövsgöl (autoidentificades), cens del 2000 |
| Grup                                                            | Població                                                        | Percentatge                                                     |
| --------------------------------------------------------------- | --------------------------------------------------------------- | --------------------------------------------------------------- |
| Darkhad                                                         | 16,268                                                          | 13,8%                                                           |
| Khotgoid                                                        | 6229                                                            | 5,3%                                                            |
| Uriankhai                                                       | 3036                                                            | 2,6%                                                            |
| Buriad                                                          | 996                                                             | 0,84%                                                           |
| Tsaatan                                                         | 269                                                             | 0,23%                                                           |
| Població total                                                  | 117914                                                          | 100%                                                            |

## Khövsgölians famosos
- Chingünjav, líder de la rebel·lió anti mantxú el 1756/57,
- Öndör Gongor, home molt alt,
- Jalkhanz Khutagt Damdinbazar, un Primer ministre de Mongòlia a la dècada de 1920,
- Gelenkhüü, inventor i heroi del folklore local.

Henning Haslund-Christensen, un explorador danès, passà un o dos anys al sum d'Erdenebulgan a principi de la dècada de 1920.

## Ramaderia
El 2007, a aquest aimag hi havia 3,43 milions de caps de ramat, entre ells 1.510.000 cabres, 1.442.000 ovelles, 322.000 bovins i iacs, 150.000 cavalls, 2.350 camells, i 652 rens.
Compta amb l'aeroport de Mörön (ZMMN/MXV) amb vols regulars domèstics dins Mongòlia.
L'aeroport de Khatgalt (HTM) ofereix una aproximació al llac Khövsgöl per als turistes.

## Galeria d'imatges

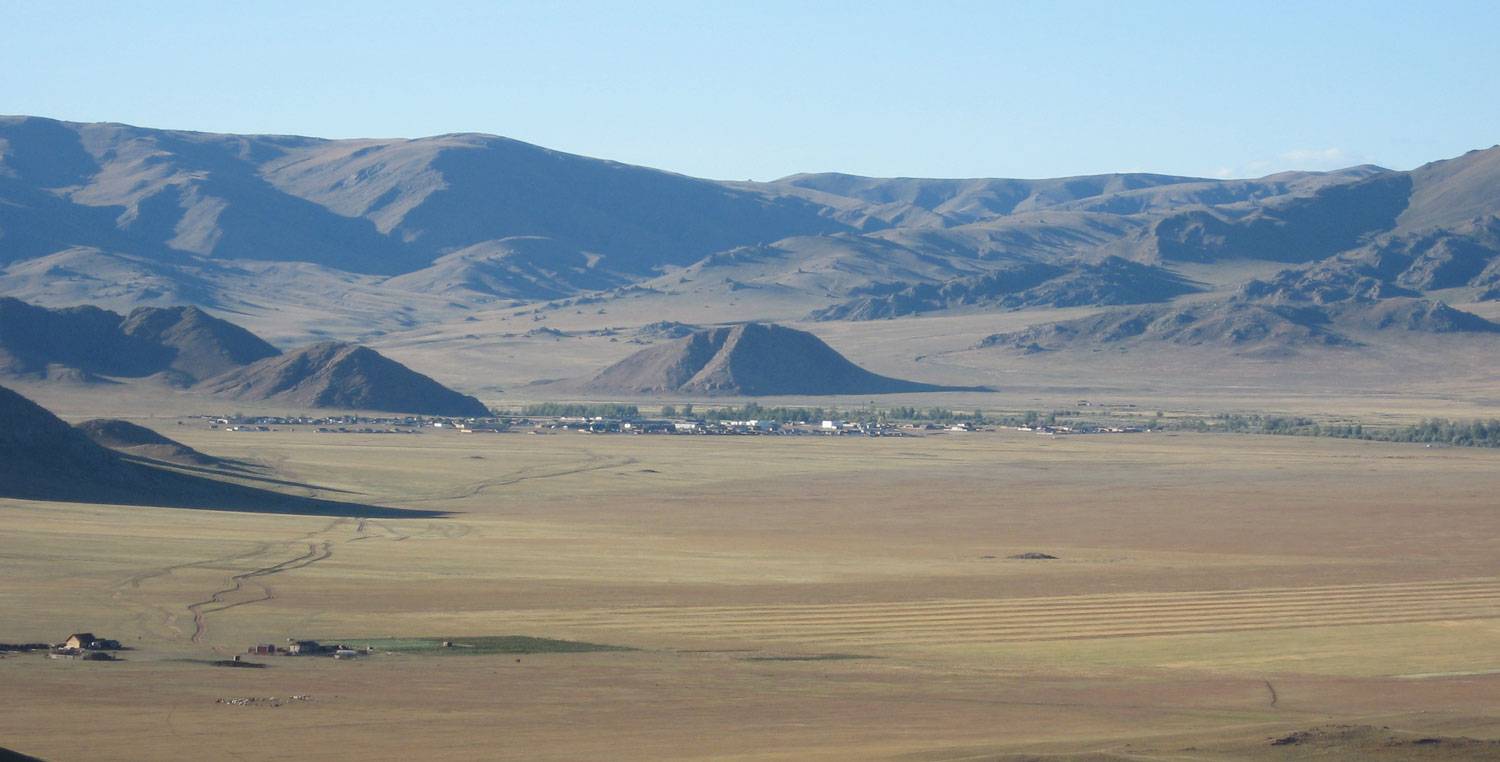
Paisatge a la província de Khövsgöl
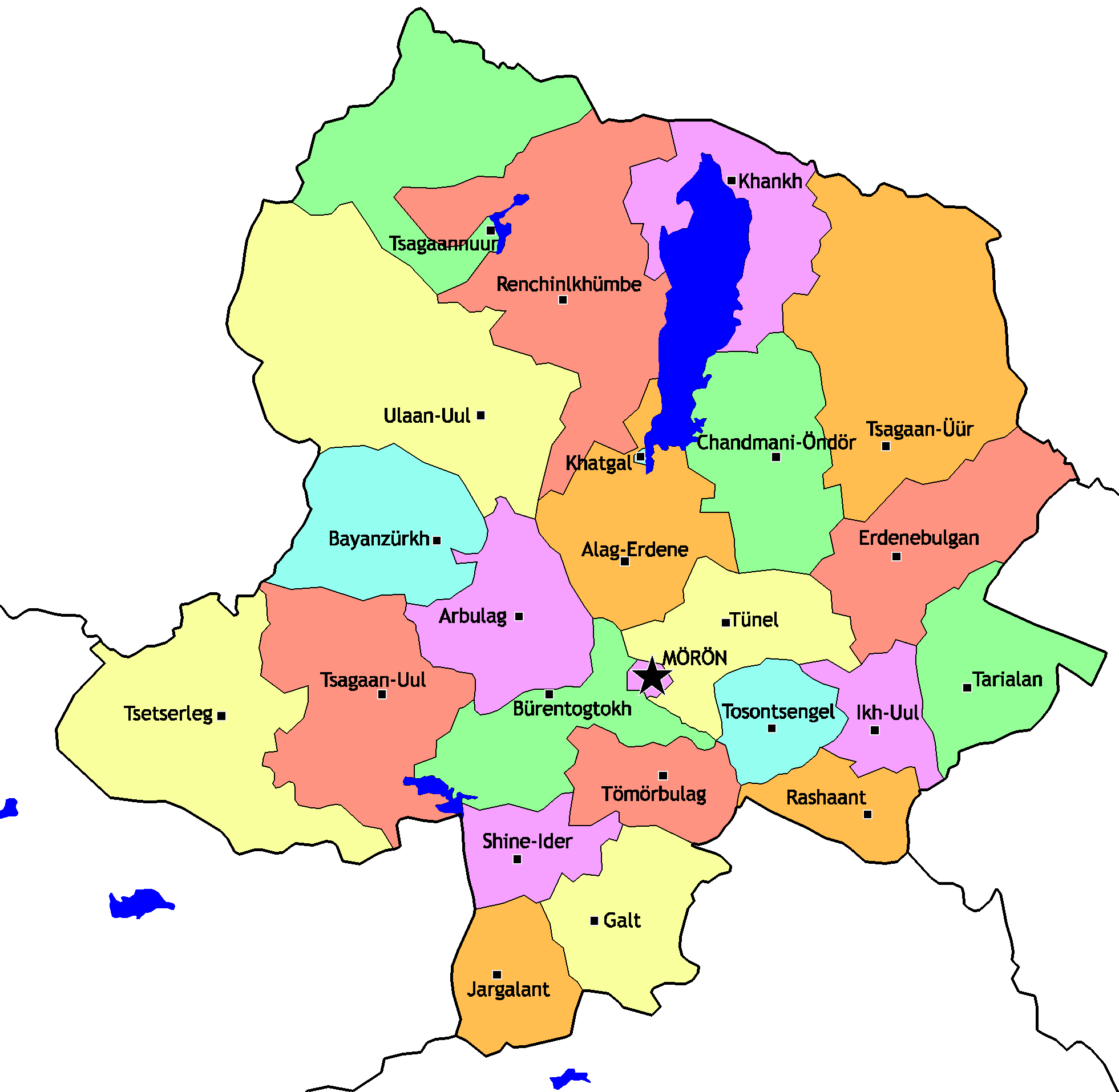
Sums de l'aimag de Khövsgöl